# La Bastida (Ribera d'Urgellet)
|  | Aquest article tracta del nucli de la Bastida de la Ribera d'Urgellet, per l'altre poble també a l'Alt Urgell vegeu La Bastida d'Hortons |

La Bastida és un nucli del municipi de la Ribera d'Urgellet, a l'Alt Urgell. Actualment despoblat a la dreta del riu de Tost, es troba a 857 metres d'altitud, a prop de Tost, força despoblat amb 4 habitants, i de Castellar de Tost.